# Forêt nationale de Caxiuanã
La forêt nationale de Caxiuanã (portugais : Floresta Nacional de Caxiuanã) est une forêt nationale brésilienne. Elle se situe dans la région Nord, dans l'État du Pará.
Le parc fut créé en 1961 et couvre une superficie de 300 000 hectares.